# Maksim Bartolj
Maksim Bartolj (geboren am 1. Mai 2003) ist ein slowenischer Skispringer.

## Werdegang
Maksim Bartolj trat ab 2019 im FIS Cup sowie im Skisprung-Alpencup in ersten Wettbewerben der Fédération Internationale de Ski international in Erscheinung. In der Saison 2019/20 startete Bartolj am 2. Februar 2020 bei einem Wettbewerb in Planica zum ersten Mal im Skisprung-Continental-Cup. Er erreichte dabei den 49. Platz und blieb somit ohne Punkte.
Er nahm an den Nordischen Junioren-Skiweltmeisterschaften 2022 in Zakopane teil. Dort erreichte er den 21. Platz im Einzelspringen sowie den vierten Platz im Teamspringen der Junioren an der Seite von Gorazd Završnik, Marcel Stržinar und Mark Hafnar. Gemeinsam mit Taja Bodlaj, Marcel Stržinar und Nika Prevc gewann er die Silbermedaille im Mixed-Team-Springen.
Bartolj fuhr auch zu den Junioren-Skiweltmeisterschaften 2023 in Whistler, wo er im Einzel aufgrund eines nicht regelkonformen Sprunganzuges disqualifiziert wurde. Mit Taj Ekart, Rok Masle sowie Gorazd Završnik gewann er im Team der Junioren die Bronzemedaille. Im Mixed-Team wurde er mit Ajda Košnjek, Rok Masle und Nika Prevc Juniorenweltmeister.
Ebenfalls in der Saison 2022/23 debütierte er am 18. Februar 2023 im rumänischen Râșnov im Skisprung-Weltcup. Mit dem 20. Rang gewann er dabei sogleich erste Weltcuppunkte. In Abwesenheit weiter Teile der Weltspitze erreichte er im Super-Team-Wettkampf am darauffolgenden Tag gemeinsam mit Žiga Jelar den zweiten Platz für Slowenien und damit seine erste Podiumsplatzierung im Weltcup.

## Statistik

### Weltcup-Platzierungen
| Saison  | Platz | Punkte |
| ------- | ----- | ------ |
| 2022/23 | 068.  | 011    |
| 2023/24 | 058.  | 010    |